# RAF Alconbury
Alconbury Royal Air Force Base är en flygbas i Storbritannien.   Den ligger i grevskapet Cambridgeshire och riksdelen England, i den sydöstra delen av landet, 100 km norr om huvudstaden London. Alconbury Royal Air Force Base ligger 49 meter över havet.
Terrängen runt Alconbury Royal Air Force Base är huvudsakligen platt. Alconbury Royal Air Force Base ligger uppe på en höjd. Runt Alconbury Royal Air Force Base är det ganska tätbefolkat, med 179 invånare per kvadratkilometer. Närmaste större samhälle är Huntingdon, 5,5 km sydost om Alconbury Royal Air Force Base. Trakten runt Alconbury Royal Air Force Base består till största delen av jordbruksmark.